# Typhlonesticus
Genre
Typhlonesticus est un genre d'araignées aranéomorphes de la famille des Nesticidae.

## Distribution
Les espèces de ce genre se rencontrent en Espagne, en Italie, en Autriche, en Slovénie, en Bosnie-Herzégovine, au Monténégro, en Turquie et aux États-Unis.

## Liste des espèces
Selon World Spider Catalog (version 24.5, 13/11/2023) :
- Typhlonesticus absoloni (Kratochvíl, 1933)
- Typhlonesticus angelicus Isaia & Ribera, 2023
- Typhlonesticus gocmeni Ribera, Elverici, Kunt & Özkütük, 2014
- Typhlonesticus idriacus (Roewer, 1931)
- Typhlonesticus morisii (Brignoli, 1975)
- Typhlonesticus obcaecatus (Simon, 1907)
- Typhlonesticus parvus Kulczyński, 1914
- Typhlonesticus santinellii Isaia & Ribera, 2023
- Typhlonesticus silvestrii (Fage, 1929)!

## Systématique et taxinomie
Ce genre a été décrit par Kulczyński en 1914. Il est placé en synonymie avec Nesticus par Brignoli en 1971. Il est relevé de synonymie par Deeleman-Reinhold en 1977.
Son espèce type est Typhlonesticus absoloni.

## Publication originale
- Kulczyński, 1914 : « Aranearum species novae minusve cognitae, in montibus Kras dictis a Dre C. Absolon aliisque collectae. » Bulletin international de l'Académie des Sciences de Cracovie, Classe des Sciences Mathématiques et Naturelles, vol. 1914, p. 353-387 (texte intégrale).